# Sandahl Bergman
Sandahl Bergman (Kansas City, 14 novembre 1951) è un'attrice e ballerina statunitense.

## Biografia
Il ruolo che le diede popolarità è quello della ladra-guerriera Valeria accanto a Arnold Schwarzenegger nel film Conan il barbaro del 1982. Per questo ruolo vinse il Golden Globe come "Attrice rivelazione dell'anno". Dato che non si erano trovate controfigure femminili della sua statura, Sandahl Bergman interpretò tutte le sue scene d'azione in prima persona. A proposito dell'esperienza disse: «Fu dura. Quasi persi un dito. Arnold sbatté la testa contro una roccia. Ma non era niente in confronto a quello che facevano gli stuntmen».

## Vita privata
La Bergman è stata sposata con l'attore di soap opera Josh Taylor; la coppia divorziò.

## Filmografia parziale
- All That Jazz - Lo spettacolo comincia (All That Jazz), regia di Bob Fosse (1979)
- Xanadu, regia di Robert Greenwald (1980)
- Conan il barbaro (Conan the Barbarian), regia di John Milius (1982)
- L'aereo più pazzo del mondo... sempre più pazzo (Airplane II: The Sequel), regia di Ken Finkleman (1982)
- She, regia di Avi Nesher (1984)
- Yado (Red Sonja), regia di Richard Fleischer (1985)
- L'aereo più pazzo del mondo 3 (Stewardess School), regia di Ken Blancato (1986)
- Notte di tenebre (Possessed by the Night), regia di Fred Olen Ray (1994)
- I gusti del terrore (Ice Cream Man), regia di Paul Norman (1995)
- L'assalto (The Assault), regia di Jim Wynorski (1998)
- Sorceress II: The Temptress, regia di Richard Styles (1999)

## Doppiatrici italiane
- Livia Giampalmo in Conan il barbaro
- Manuela Andrei in Yado